# کمال‌الدین عابدی
کمال الدین عابدی  سیاستمدار ایرانی و نماینده دوره بیست و چهارم مجلس شورای ملی از سال ۱۳۵۴ الی ۱۳۵۷ خورشیدی از شهر اهر است.

## زندگی
کمال الدین عابدی بزرگ خاندان عابدی متولد بهار سال ۱۳۰۳ در شهر اهر است. خاندان عابدی از خاندانهای مورد احترام شهر اهر می‌باشد. پدرش عباس عابدی نیز نماینده مجلس شورای ملی از اهر بوده‌است. مادرش ایران صحتی از خاندان بزرگ صحتی می‌باشد.
وی پس از طی تحصیلات ابتدایی و متوسطه وارد دانشگاه تبریز شد و لیسانس تاریخ و جغرافیا گرفت. وی در وزارت فرهنگ استخدام شد و در دبیرستانهای تبریز تدریس کرد. سپس بعنوان رئیس کارگزینی دانشگاه تبریز گمارده شد و بعد از آن بعنوان شهردار اهر در این شهر خدمت کرد.
پس از پیروزی انقلاب در بهار سال ۱۳۵۸ دستگیر شد و پس از تحمل چندین ماه حبس آزاد شد.
او یکی از ۳۳۵ نفری بود که اموالش به دستور شورای انقلاب اسلامی به خاطر همکاری با دولت شاهنشاهی در ۲۷ خرداد ۱۳۵۸ مصادره شد.
کمال الدین عابدی در ۲۸ امرداد ۱۳۷۰ بعد از مبارزه با بیماری سرطان در ایران درگذشت.